# Bang (chanson)
Pour les articles homonymes, voir Bang.
Singles de Blur
There's No Other Way Popscene
Bang est le troisième single de Blur extrait de l'album Leisure.

## Liste des titres
- CD (CDFOOD31)

1. Bang
2. Explain
3. Luminous
4. Berserk

- 12″ (12FOOD31)

1. Bang (extended)
2. Explain
3. Luminous
4. Uncle Love

- 7″ (FOOD31)

1. Bang
2. Luminous

- Cassette (TCFOOD31)

1. Bang
2. Luminous